# Симеон Симеонов (образописец)
Вижте пояснителната страница за други личности с името Симеон Симеонов.
Симеон Симеонов Цоньов, известен и като Моната, е български образописец от Тревненската художествена школа.

## Биография
Роден е през 1853 г. в Трявна. Произхожда от рода Витановци. Учи иконопис и дърворезба при баща си Цоньо Симеонов. През 1876 г. участва в подготовката на Априлското въстание, рисува знамена за Търновския революционен окръг. На 5 май 1876 г. развява знамето на въстаниците в Трявна. Включва се в четата на Христо Патрев. Участва като опълченец в Руско-турската война от 1877 – 1878 г. Автор е на литография с изобразено обесването на Васил Левски. Рисува портрети по снимки и по натура, историко-символични картини и гравюри с изображение на цар Иван Шишман. Автор е на декорите за представлението „Многострадална Геновева“ в училището при църквата „Св. Атанас“ в Лясковец през 1871 г. Те са направени от дъски. Прави декорите и за представлението в Елена. След Освобождението се установява в София. Прави копия на фреските от Боянската църква. Умира на 25 януари 1881 г.